# Pontifícia Academia de Teologia
A Pontifícia Academia de Teologia ( em italiano:  Pontificia Accademia di Teologia ) é uma sociedade erudita fundada em 1718, e é uma Pontifícia Academia.  Está situado na Via della Conciliazione, Cidade do Vaticano, Roma.

## História
A Pontifícia Academia de Teologia foi fundada por Clemente XI em 1718, e fomentada por Bento XIII, Clemente XIV, e depois por Gregório XVI que em 26 de outubro de 1838 elaborou estatutos para ela. Em 28 de janeiro de 1999, o Papa João Paulo II renovou os estatutos. O objetivo da Academia é formar teólogos bem formados e promover o diálogo entre fé e razão, ao mesmo tempo em que apresenta a mensagem cristã de uma maneira que atenda às necessidades de nosso tempo,  para que a mensagem de Cristo seja incorporada em todos vida e cultura das pessoas. 
Com a reorganização da Cúria Romana pelo Papa Francisco a partir de 5 de junho de 2022, conforme previsto na constituição apostólica Praedicate evangelium, o novo Dicastério para a Cultura e a Educação tornou-se responsável por coordenar o trabalho desta Academia com o seu próprio trabalho e o de vários outros corpos. 